# František Krutílek
P. František Krutílek SDB (26. července 1911 Janovice, okres Nový Jičín – 22. ledna 1996) byl římskokatolickým knězem, členem řádu salesiánů a osobou vězněnou komunistickým režimem.

## Život

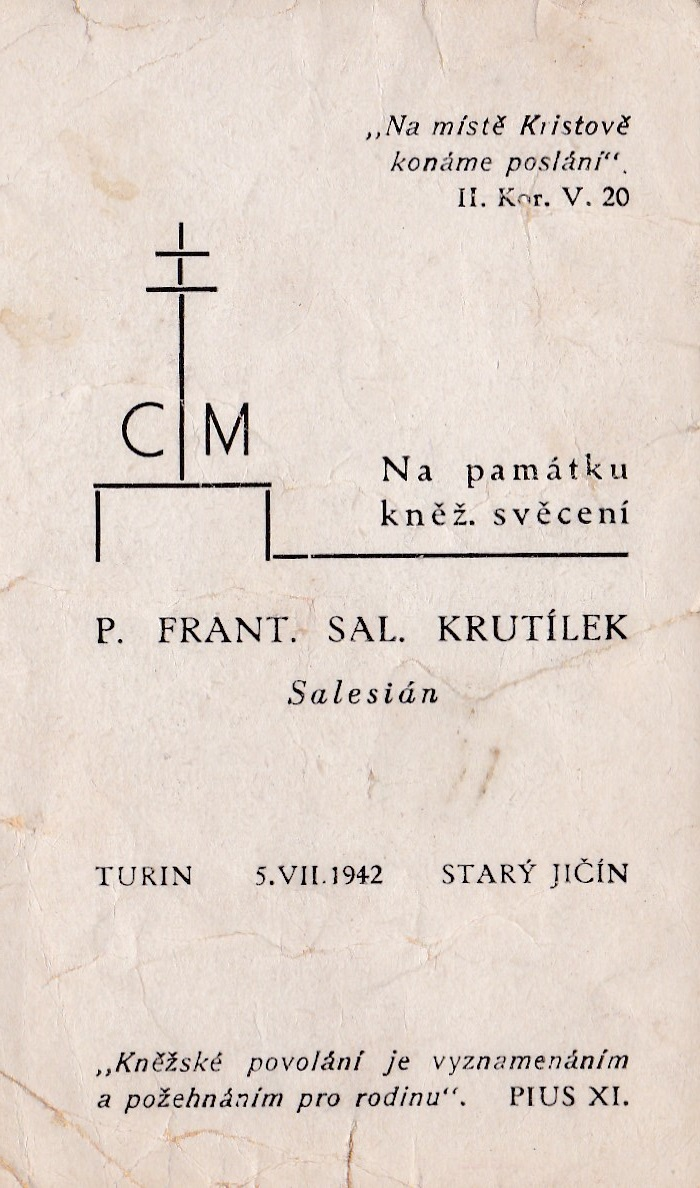
Upomínka z kněžského svěcení Františka Krutílka z 5. července 1942

V roce 1932 vstoupil do noviciátu ve Sv. Beňadiku. Po studiu filosofie odchází do Prahy a stává se sekretářem P. Štěpána Trochty, který budoval saleziánské zázemí v Kobylisích. V roce 1938 odchází studovat teologii do Itálie. Kněžské svěcení přijímá v Turíně 5. července 1942. Během války zůstává v Turíně.
Po válce se vrací do Prahy, kde opět zastává funkci sekretáře ředitele ústavu P. Štěpána Trochty. Když se stal Štěpán Trochta v roce 1947 litoměřickým biskupem, odešel s ním P. František jako sekretář do Litoměřic. V roce 1952 - v čase obnovení přísné internace biskupa - je mu zakázána služba zpovědníka Štěpána Trochty, kterou vykonával jako administrátor v Hoštce u Litoměřic, kam byl přeložen již v roce 1950 - během první etapy internace biskupa Trochty. Zde je v roce 1952 zatčen a obviněn z velezrady a špionáže. Mezi obviněními bylo, že v létě 1949 četl pastýřské listy, věděl o zasílání „špionážních“ zpráv od biskupa Trochty přes jeho dřívějšího sekretáře P. Šmídla. Odsouzen byl dne 20. března 1953 k odnětí svobody na dobu 13 roků Státním soudem v Praze. Spolu s ním odsouzen v procesu Krutílek a spol: P. Šemík František (* 24.9.1917) z Benešova nad Ploučnicí na 5 let, Kovalová Marie (* 4.8.1911) z Litoměřic na 14 let, Horníková Marie (* 3.1.1913) z Ploskovic u Litoměřic na 10 let, Zbrojová Marie (* 7.9.1910) z Mělníku na 10 let.
P. Krutílek byl vězněn 11 let v řadě věznic – Pankrác, Mírov, Valdice, Tmavák u Rtyně, Ruzyně, Leopoldov. Na svobodu propuštěn až v roce 1964. Od roku 1966 až do své smrti působí v duchovní správě v Novém Jičíně.